# Akaba (stad)
Akaba of Aqaba (Arabisch: العقبة al-‘Aqabah) is een stad in Zuidwest-Jordanië en de enige havenstad van het land. De stad grenst aan het Israëlische Eilat. Akaba en Eilat bevinden zich aan het uiterste noorden van de Golf van Akaba die deel uitmaakt van de Rode Zee. In 2009 had de stad ongeveer 103.100 inwoners.
Er worden fosfaten en enkele soorten zeeschelpen uit deze stad geëxporteerd, en het is een favoriete plaats voor mensen die de duiksport beoefenen. De Jordaanse overheid wil van de stad een enorme toeristische trekpleister maken, en daarom is het officieel een belastingvrije zone: er wordt geen btw of accijns geheven op de verhandelde producten.

## Geschiedenis

### Vroege geschiedenis
Sinds ongeveer 4000 v.Chr. is Akaba een bewoonde nederzetting, die profiteerde van haar strategische positie op het kruispunt van handelsroutes tussen Azië, Afrika en Europa. De vroegste nederzetting was waarschijnlijk Edomitisch. Een tijd lang was het een centrum van de Edomieten en later, in de 1e eeuw v.Chr., van de Arabische Nabateeërs waaronder de bevolkingsgroei van de regio sterk toenam. De oudste bekende tekst in het Arabisch is een inscriptie die bij Jabal Ram is gevonden, 50 km ten oosten van de stad.
De Bijbel verwijst naar deze streek in 1 Koningen 9:26: "Koning Salomo bouwde ook schepen in Ezion-Geber, wat dicht bij Ayla in Edom ligt, aan de kust van de Rode Zee." Dit vers verwijst waarschijnlijk naar een havenstad uit de ijzertijd die op dezelfde plek lag als het huidige Akaba.
De Ptolemeeën noemden de stad Berenice, en de Romeinen noemden haar Aila of Aelana. Tijdens de Romeinse tijd bereikte Akaba haar hoogtepunt, de grote lange weg, de Via Traiana Nova, leidde zuidelijk van Bostra via Amman en eindigde bij Akaba, waar het verbonden was met een weg die westelijk naar Philistea en Egypte leidde.
Rond het jaar 106 n.Chr. was Akaba een van de voornaamste havens van het Romeinse Rijk. In het jaar 410 werd het de garnizoensstad van het Romeinse 10e Legioen van de Zeestraat (Legio X Fretensis). Aelana was de plaats van herkomst van wat bekend werden als de Amforen van Aila-Axum.

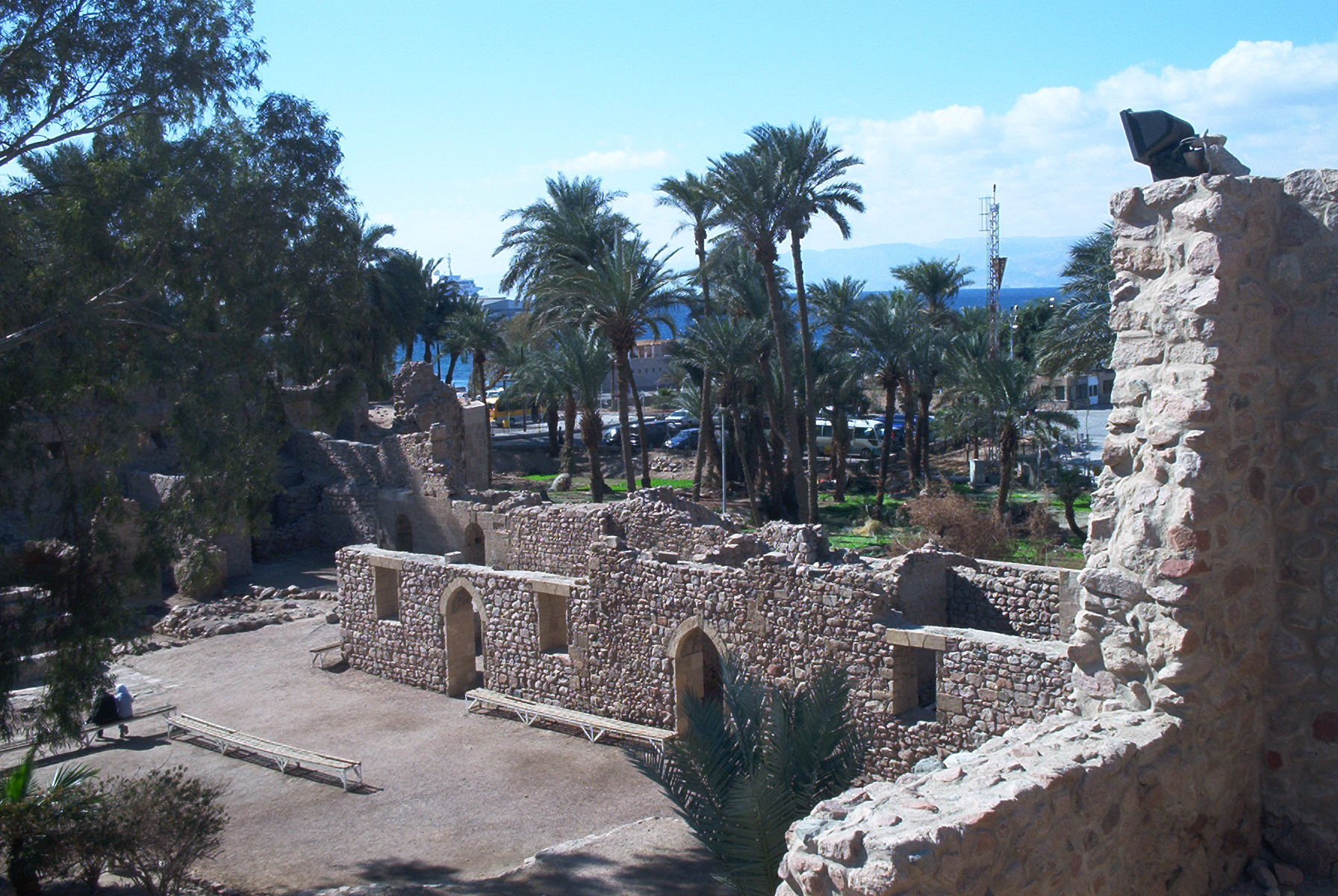
Fort van Akaba dat door de mammelukken is gebouwd in de 13e eeuw n.Chr.

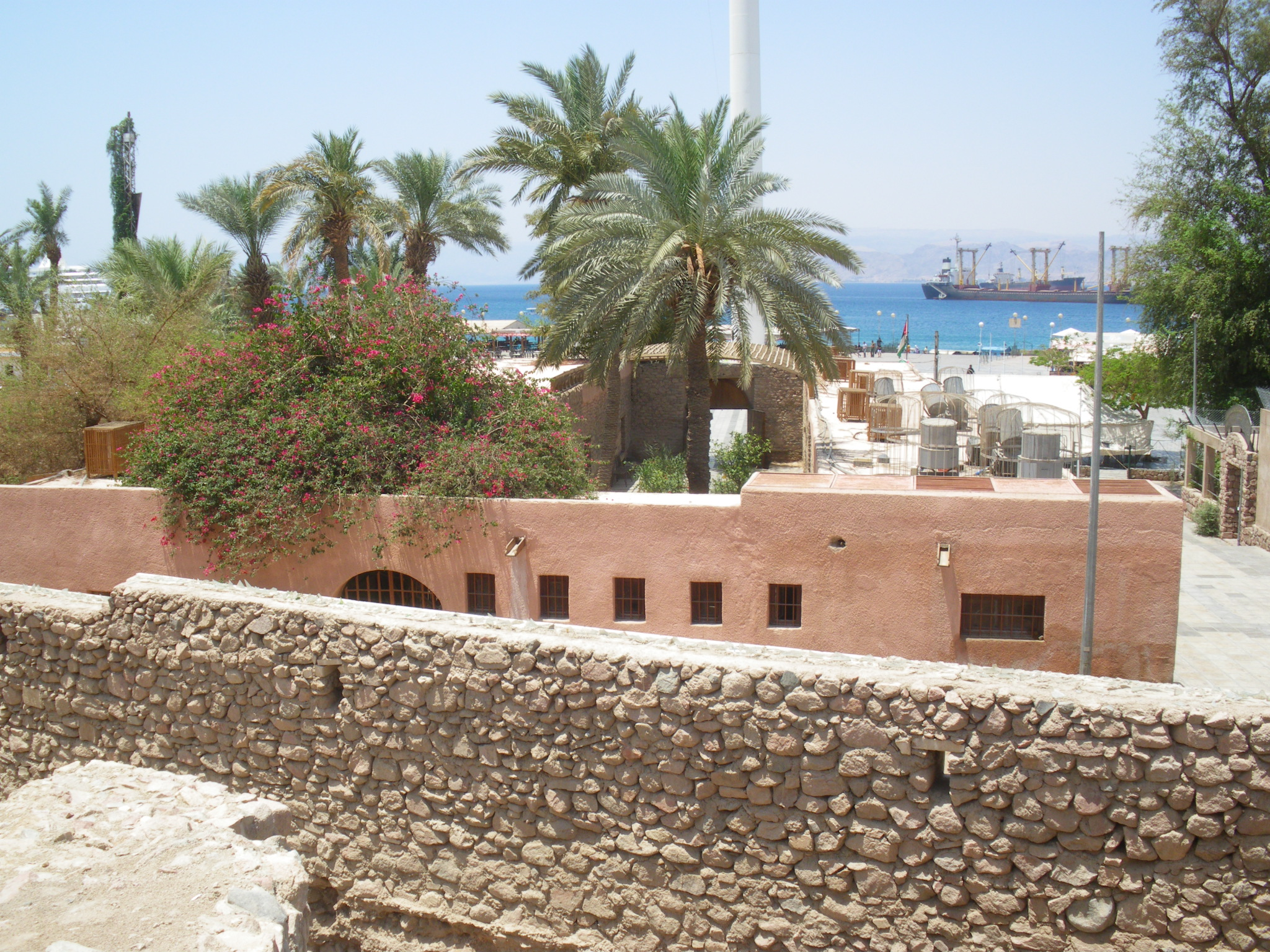
Het archeologisch museum van Akaba

Vanaf ten minste de 3e eeuw woonden er christenen in Akaba. De bisschop van Akaba was aanwezig op het Eerste Concilie van Nicea in 325. De Kerk van Akaba is de oudst bekende kerk die gebouwd is in de klassieke basilicastijl.
De moslims veroverden Akaba rond 634, waarop het door de eeuwen deel ging uitmaken van dynastieën zoals die van de Ommajaden, Abbassiden, Fatimiden en mammelukken.
Onder Uthman ibn Affan, de derde opvolger van Mohammed, werd het kampement Ayla gebouwd, net buiten de poorten van de bestaande Romeins-Byzantijnse stad. Deze stad was een van de zogenoemde amsar, de nederzettingen die de moslims bouwden naast de bestaande steden die zij veroverd hadden. De ruïnes van Ayla werden in de jaren 80 van de 20e eeuw tijdens opgravingen van een Amerikaans-Jordaans archeologisch team blootgelegd. Ook de geograaf Shams Eddin Muqaddasi beschreef Ayla als een nieuwe nederzetting naast de oorspronkelijke stad. Ayla was gebouwd volgens een rechthoekig grondplan, voorzien van rechte straten, een stadsmuur, vier poorten en wachttorens. In het midden van het kampement was een centraal plein. De afmetingen van Ayla waren ongeveer 200 x 100 m.
Enkele verhalen van de bekende Arabische Nachten verwijzen ook naar Sinbad die tijdens zijn avonturen de zee op ging vanuit deze havenstad Ayla. (Hierbij moet worden opgemerkt dat ook Oman wordt genoemd als de plek vanwaaruit Sinbad vertrokken zou zijn)
Gedurende de 12e eeuw n.Chr. werd dit gebied gecontroleerd door de kruisvaarders, meer specifiek het koninkrijk Jeruzalem, en werd er fort Helim gebouwd, dat tot de dag van vandaag in redelijke staat bewaard is gebleven. Behalve dat zij in Akaba een bolwerk bouwden, versterkten de Kruisvaarders ook het kleine eiland Ile de Graye, dat nu bekendstaat onder de naam Pharao's Eiland, dicht bij de kust van het schiereiland Sinaï. Dit ligt nu binnen Egyptische territoriale wateren, ongeveer 7 kilometer ten westen van Akaba.
In 1187 n.Chr. waren zowel Akaba als het eiland heroverd, vanuit islamitisch oogpunt, door Saladin. De mammelukken namen het over in 1250 en herbouwden het fort in de 14e eeuw onder een van de laatste sultans van de mammelukken, Qansah al-Ghouri.
Aan het begin van de 16e eeuw raakte de dynastie van de mammelukken in verval en kwam het gebied onder de invloed van het Ottomaanse Rijk. Gedurende de periode die hierop volgde, kreeg de stad een lagere status, vier eeuwen lang bleef het een eenvoudige vissersstad van weinig betekenis. Later werd de stad weer belangrijk, toen de Ottomanen de Hejaz spoorlijn aanlegden, die de haven verbindt met Damascus en Medina.

### Moderne geschiedenis
Gedurende de Eerste Wereldoorlog werden de bezettende Ottomaanse strijdkrachten gedwongen zich uit Akaba terug te trekken na een overval, die bekend werd als de Slag om Akaba, en die werd geleid door T. E. Lawrence, beter bekend als Lawrence of Arabia en de Arabische strijdkrachten van Sharif Hussein in 1917, waarmee het gebied onderdeel werd van het koninkrijk Hejaz, onder het bevel van prins Faisal.
De verovering van Akaba zorgde ervoor dat bevoorradingslijnen van Egypte naar Arabische en Britse krijgsmachten naar het noorden in Transjordanië en Palestina weer geopend werden. Belangrijker dan dat, zorgden ze ervoor dat de dreiging van een Turks offensief op het strategisch belangrijke Suezkanaal verminderd werd.
In 1925 werd Akaba toegevoegd aan het Britse protectoraat van Transjordanië. Toen Jordanië de kant van Gamal Abdel Nasser koos bezette Israël daarop eind 1956 de Egyptische Sinaïwoestijn en Akaba. Begin 1957 verliet het Israëlische leger Jordanië en de Sinaï weer.
In 1965 probeerde koning Hoessein Akaba meer ruimte te geven om te groeien, door land te ruilen met Saoedi-Arabië. In ruil voor 6.000 vierkante kilometer in de binnenlanden van Jordanië, kreeg hij 12 kilometer belangrijke kuststrook aan de zuidkant van Akaba van Saoedi-Arabië. Hierdoor kreeg de haven meer ruimte om uit te breiden, en kreeg Jordanië ook toegang tot het koraalrif van Yamanieh.
Akaba was een belangrijke invoerhaven voor Irakese goederen in de jaren 80 van de 20e eeuw, gedurende de Golfoorlog.
In augustus 2000 werd er een wet aangenomen door het parlement van Jordanië, die van Akaba een speciale economische zone maakte.